# Tărnitjeni
Tărnitjeni (bulgariska: Търничени) är ett distrikt i Bulgarien.   Det ligger i kommunen Obsjtina Pavel Banja och regionen Stara Zagora, i den centrala delen av landet, 150 km öster om huvudstaden Sofia.